# Rigadin a fait un riche mariage
Pour plus de détails, voir Fiche technique et Distribution.
Rigadin a fait un riche mariage est un film muet français réalisé par Georges Monca, sorti en 1918.

## Fiche technique
- Titre : Rigadin a fait un riche mariage
- Réalisation : Georges Monca
- Scénario : Camille Ducroy
- Photographie :
- Montage :
- Société de production : Pathé Frères
- Société de distribution : Pathé Frères
- Pays de production :  France
- Langue : film muet avec les intertitres en français
- Métrage : 255 mètres
- Format : Noir et blanc — 35 mm — 1,33:1 — Muet
- Genre :  Comédie
- Durée : 8 minutes et 30 secondes
- Date de sortie : 
  - France : 15 février 1918

## Distribution
- Charles Prince : Rigadin
- Lucy Mareil
- Maria Fromet
- Armand Lurville